# Spheterista pleonectes
Spheterista pleonectes là một loài bướm đêm thuộc họ Tortricidae. Nó là loài đặc hữu của Kauai, Oahu và Hawaii.
Ấu trùng ăn Cheirodendron gaudichaudii.